# Fay-en-Montagne
Fay-en-Montagne là một xã trong vùng hành chính Franche-Comté, thuộc tỉnh Jura, quận Lons-le-Saunier, tổng Poligny. Tọa độ địa lý của xã là 46° 45' vĩ độ bắc, 05° 43' kinh độ đông. Fay-en-Montagne nằm trên độ cao trung bình là 540 mét trên mực nước biển, có điểm thấp nhất là 519 mét và điểm cao nhất là 567 mét. Xã có diện tích 6.26 km², dân số vào thời điểm 1999 là 83 người; mật độ dân số là 13 người/km².

## Thông tin nhân khẩu
| 1962 | 1968 | 1975 | 1982 | 1990 | 1999 |
| ---- | ---- | ---- | ---- | ---- | ---- |
| 109  | 114  | 90   | 85   | 76   | 83   |

## Địa điểm tham quan
Nhà thờ Saint-Ferréol-et-Ferjeux được xây dựng năm 1860.